# Глафіровська коса
46°44′17″ пн. ш. 38°23′49″ сх. д. / 46.73806° пн. ш. 38.39694° сх. д.
Глафіровська коса розташована на півночі Єйського лиману. Своїм початком вона з'єднана з урвистим берегом (10—15 м висоти), на якому розташовано село Глафіровка.
- Довжина — 6 600 м,
- Ширина (біля основи) — 1 000 м
- Найменша ширина (наприкінці) — 46—50 м.